# Philipp Otto Vietor

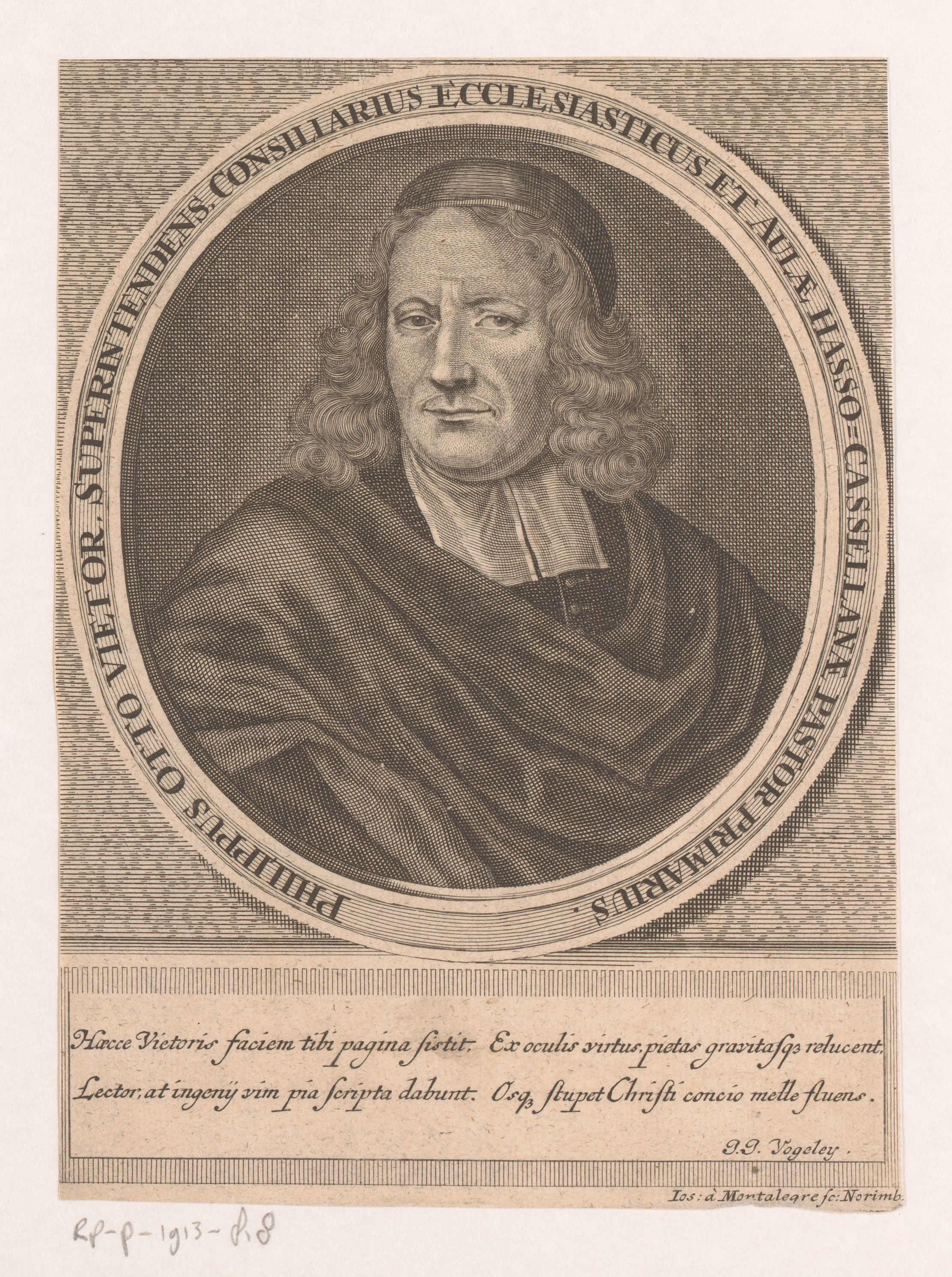
Philipp Otto Vietor

Philipp Otto Vietor (* 24. März 1646 in Rinteln; † 1. Januar 1718 in Kassel) war ein hessischer reformierter Theologe und Superintendent.

## Leben
Philipp Otto Vietor wurde auf der Schaumburg geboren. Sein Vater Johann Heinrich Vietor war ein hessischer Amtmann. Philipp Otto Vietor studierte Theologie am Gymnasium illustre in Bremen, wo er 1669 bei Gerhard Meier eine Dissertation zum Thema Über die Sünde und Christi Höllenfahrt, letztere im Sinne des Heidelberger Katechismus schrieb. Später setzte er seine Studien bei Jacob Alting und Samuel Maresius an der Universität Groningen fort. Maresius empfahl ihn als Prediger der Gesandtschaft der Republik der Vereinigten Niederlande in Wien. Als solcher wirkte Vietor von 1671 bis 1673. Anschließend war er als Stellvertreter des reformierten Predigers in Nürnberg tätig, bis er schließlich nach Kassel übersiedelte, wo er eine Laufbahn in der Evangelischen Landeskirche in Hessen-Kassel begann. Zunächst war er als erster Prediger der Kasseler Gemeinde angestellt, 1672 wurde er zweiter Hofprediger und 1684 Oberhofprediger und Konsistorialrat. Im Jahr 1699 wurde Vietor schließlich zum Superintendenten der Diözese Kassel berufen. Seit einem Schlaganfall 1709 konnte er sein Amt nur noch eingeschränkt ausüben.

## Werk
Vietors Theologie war eng am Heidelberger Katechismus orientiert. Als sein Hauptwerk gilt eine Anleitung für die kirchliche Katechese, die er 1683 in Kassel veröffentlichte und für deren Einführung er sich stark einsetzte. Sie trägt den Titel Fürbild der heylsamen Worthe vom Glauben und von der Liebe in Christo Jesu, das ist Kurtze und einfältige doch gründliche und schriftmäßige Erklährunge des Heydelbergischen Catechismi und der Lehre der Christl. Reformirten Religion. Benebenst einem Anhang worin die Lehr-Puncten welche zwischen den Reformirten und den Lutheranern und den Papisten streitig, kürtzlich erörtert, und die Uebunge des Christenthumbs angewiesen werden. Daneben veröffentlichte Vietor zahlreiche Sonntags-, Fest- und Gelegenheitspredigten.